# Cyrtotria jallae
Cyrtotria jallae är en kackerlacksart som först beskrevs av Giglio-Tos 1907.  Cyrtotria jallae ingår i släktet Cyrtotria och familjen jättekackerlackor. Inga underarter finns listade i Catalogue of Life.